# Veselin Vuković
Veselin Vuković (Macedonisch: Веселин Вуковиќ) (Struga, 19 december 1958) is een voormalig Macedonisch handballer en sinds 1 april 2010 bondscoach van de Servische nationale ploeg. Hij speelde onder meer voor RK Metaloplastika. Met deze club won hij in 1985 en 1986 de EHF Champions League. Als trainer heeft hij gewerkt voor RK Metaloplastika, de Servische nationale ploeg en in Cyprus.
Op de Olympische Spelen van 1984 in Los Angeles won hij de gouden medaille met Joegoslavië, nadat de ploeg in de finale West-Duitsland had verslagen. Vuković speelde zes wedstrijden en scoorde 19 doelpunten.
Zlatan Arnautović · Mirko Bašić · Jovica Elezović · Mile Isaković · Pavle Jurina · Milan Kalina · Slobodan Kuzmanovski · Dragan Mladenović · Zdravko Rađenović · Momir Rnić · Branko Štrbac · Veselin Vujović · Veselin Vuković · Zdravko Zovko